# ZAP Novelas
ZAP Novelas es uno de los canales pagados pertenecientes a la empresa angoleña ZAP y transmite su programación, basada en producciones de origen, brasileño, mexicana, turco, venezolanos, colombiano y americano y habladas o dobladas al portugués. La transmisión se realiza en Angola y Mozambique, a través del operador de televisión por satélite ZAP.